# Сборная Таджикистана по футболу
Сбо́рная Таджикиста́на по футбо́лу (тадж. Тими миллии футболи Тоҷикистон / Timi milliyi futbâli Tâjikistân; перс. تیم ملی فوتبال تاجیکستان‎ / Time melliye futbâle Tâjikestân) — национальная сборная, представляющая Таджикистан на международных матчах и соревнованиях по футболу. Управляющая организация — Федерация футбола Таджикистана, являющаяся членом ФИФА и АФК с 1994 года, также член ФАЦА. Победитель Кубка вызова АФК 2006, серебряный призёр Кубка вызова АФК 2008, и бронзовый призёр Кубка вызова АФК 2010.
По состоянию на 23 января 2024 года сборная Таджикистана в рейтинге ФИФА занимает 99-е место среди 211 стран-членов ФИФА.

## Выход на Кубок Азии 2023
По итогам совмещенного отборочного турнира чемпионата мира 2022 года, где так же разыгрывалась прямая путевка на попадание Кубок Азии АФК 2023, Таджикистану не удалось попасть в число 12 сильнейших команд Азии. После чего, руководством ФФТ было принято решение о привлечении немецко-хорватского специалиста Петара Шегрта возглавить национальную сборную страны. И в квалификации Кубка Азии АФК 2023 года в группе «F», где пришлось биться за выход со сборными Мьянмы, Сингапура и Кыргызстана, подопечные Петара Шегрта легко заняв первое место в группе квалифицировались на Кубок Азии по футболу 2023, что было впервые в истории таджикского футбола.
В финальном турнире в Катаре Таджикистан сыграл вничью с Китаем (0:0), проиграл Катару (0:1) и обыграл Ливан (2:1, победный мяч на 90-й минуте забил Нуриддин Хамрокулов). В 1/8 финала Таджикистан упустил победу в основное время против сборной ОАЭ на 90-й минуте (1:1). Однако затем Таджикистан победил в серии пенальти. В 1/4 финала Таджикистан на стадионе «Ахмед бин Али» проиграл Иордании (0:1), единственный мяч забил Вахдат Ханонов в свои ворота.

## Участие в международных турнирах

### Чемпионат мира
| Финальный раунд чемпионатов мира | Финальный раунд чемпионатов мира                            | Финальный раунд чемпионатов мира | Финальный раунд чемпионатов мира | Финальный раунд чемпионатов мира | Финальный раунд чемпионатов мира | Финальный раунд чемпионатов мира | Финальный раунд чемпионатов мира | Финальный раунд чемпионатов мира |       | Отборочный турнир | Отборочный турнир | Отборочный турнир | Отборочный турнир | Отборочный турнир | Отборочный турнир |
| Год                              | Результат                                                   | Место                            | Матчи                            | П                                | Н                                | П                                | ЗМ                               | ПМ                               | Матчи | П                 | Н                 | П                 | ЗМ                | ПМ                |                   |
| -------------------------------- | ----------------------------------------------------------- | -------------------------------- | -------------------------------- | -------------------------------- | -------------------------------- | -------------------------------- | -------------------------------- | -------------------------------- | ----- | ----------------- | ----------------- | ----------------- | ----------------- | ----------------- | ----------------- |
| С 1930 до 1990                   | Входила в состав сборной СССР                               | -                                | -                                | -                                | -                                | -                                | -                                | -                                |       |                   |                   |                   |                   |                   |                   |
| 1994                             | Не участвовала в квалификации                               | -                                | -                                | -                                | -                                | -                                | -                                | -                                |       |                   |                   |                   |                   |                   |                   |
| 1998                             | Не прошла квалификацию: 2-е место в группе в первом раунде  | -                                | -                                | -                                | -                                | -                                | -                                | -                                | 6     | 4                 | 1                 | 1                 | 15                | 2                 |                   |
| 2002                             | Не прошла квалификацию: 2-е место группе в первом раунде    | -                                | -                                | -                                | -                                | -                                | -                                | -                                | 2     | 1                 | 0                 | 1                 | 16                | 2                 |                   |
| 2006                             | Не прошла квалификацию: 3-е место в группе в первом раунде  | -                                | -                                | -                                | -                                | -                                | -                                | -                                | 8     | 4                 | 1                 | 3                 | 9                 | 9                 |                   |
| 2010                             | Не прошла квалификацию: проигрыш в третьем раунде           | -                                | -                                | -                                | -                                | -                                | -                                | -                                | 4     | 1                 | 2                 | 1                 | 7                 | 4                 |                   |
| 2014                             | Не прошла квалификацию: 4-е место в группе в третьем раунде | -                                | -                                | -                                | -                                | -                                | -                                | -                                | 8     | 2                 | 1                 | 5                 | 1                 | 18                |                   |
| 2018                             | Не прошла квалификацию: 4-е место в группе во втором раунде | -                                | -                                | -                                | -                                | -                                | -                                | -                                | 8     | 1                 | 2                 | 5                 | 9                 | 20                |                   |
| 2022                             | Не прошла квалификацию; 2-е место в группе во втором раунде | -                                | -                                | -                                | -                                | -                                | -                                | -                                | 8     | 4                 | 1                 | 3                 | 14                | 12                |                   |
| Всего                            | -                                                           | -                                | -                                | -                                | -                                | -                                | -                                | -                                | 44    | 17                | 8                 | 19                | 71                | 67                |                   |

### Кубок Азии
| Финальный раунд | Финальный раунд        | Финальный раунд | Финальный раунд | Финальный раунд | Финальный раунд | Финальный раунд | Финальный раунд | Финальный раунд |       | Отборочный турнир | Отборочный турнир | Отборочный турнир | Отборочный турнир | Отборочный турнир | Отборочный турнир |
| Год             | Результат              | Место           | М               | П               | Н               | П               | ЗМ              | ПМ              | Матчи | П                 | Н                 | П                 | ЗМ                | ПМ                |                   |
| --------------- | ---------------------- | --------------- | --------------- | --------------- | --------------- | --------------- | --------------- | --------------- | ----- | ----------------- | ----------------- | ----------------- | ----------------- | ----------------- | ----------------- |
| 1992            | Не участвовала         |                 | -               | -               | -               | -               | -               | -               |       |                   |                   |                   |                   |                   |                   |
| 1996            | Не прошла квалификацию |                 | -               | -               | -               | -               | -               | -               | 2     | 1                 | 0                 | 1                 | 4                 | 5                 |                   |
| 2000            | Не прошла квалификацию |                 | -               | -               | -               | -               | -               | -               | 3     | 2                 | 0                 | 1                 | 6                 | 5                 |                   |
| 2004            | Не прошла квалификацию |                 | -               | -               | -               | -               | -               | -               | 6     | 2                 | 2                 | 2                 | 3                 | 5                 |                   |
| 2007            | Не прошла квалификацию |                 | -               | -               | -               | -               | -               | -               |       |                   |                   |                   |                   |                   |                   |
| 2011            | Не прошла квалификацию |                 | -               | -               | -               | -               | -               | -               |       |                   |                   |                   |                   |                   |                   |
| 2015            | Не прошла квалификацию |                 | -               | -               | -               | -               | -               | -               |       |                   |                   |                   |                   |                   |                   |
| 2019            | Не прошла квалификацию |                 | -               | -               | -               | -               | -               | -               |       |                   |                   |                   |                   |                   |                   |
| 2023            | 1/4 финала             |                 | 5               | 1               | 2               | 2               | 3               | 4               | 3     | 2                 | 1                 | 0                 | 5                 | 0                 |                   |
| Всего           |                        |                 | 5               | 1               | 2               | 2               | 3               | 4               | 14    | 7                 | 3                 | 4                 | 18                | 15                |                   |

- Во время проведения Кубка Вызова АФК 2010, разыгрывались путёвки в Кубок Азии 2011.

## Все матчи

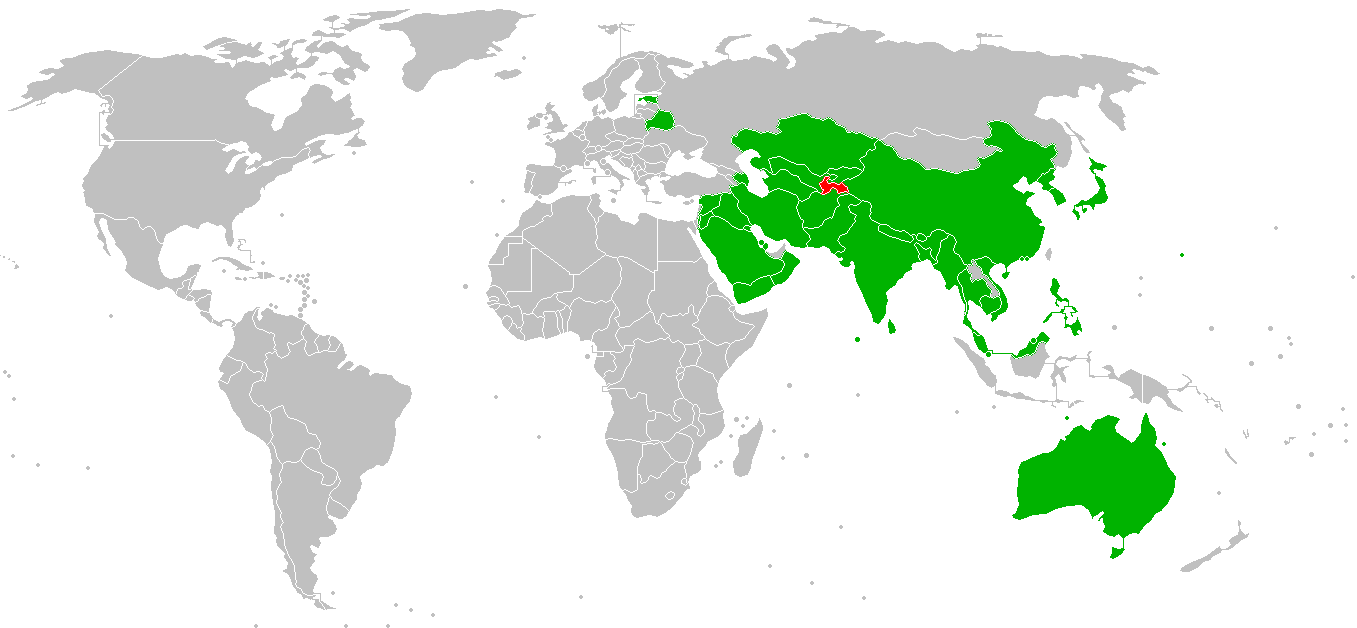
Национальные сборные стран мира, против которых играла национальная сборная Таджикистана.

## Главные тренеры

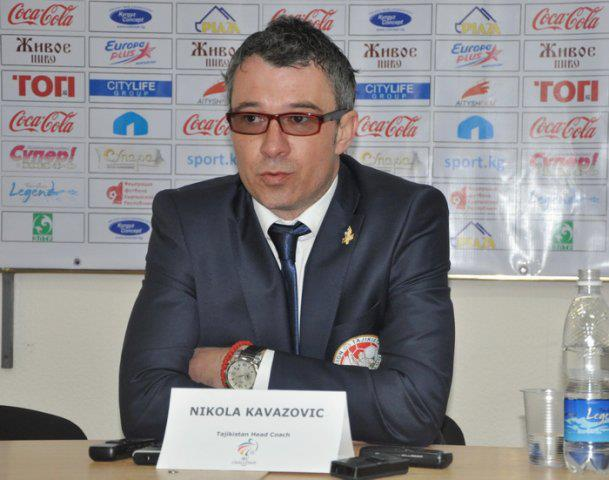
Никола Кавазович тренировал сборную Таджикистана в 2012—2013 годах